# Het daghet in den oosten
Het daghet in den oosten is een middeleeuws lied over een jonge vrouw die na de dood van haar geliefde intreedt in een klooster. 
Het lied verscheen voor het eerst in gedrukte vorm in het Antwerps liedboek (1544). Het wordt daarin bestempeld als een "oud lied". Hiermee wordt verwezen naar de mondelinge traditie (of orale traditie) waarin deze volksballade daarvoor al langdurig was doorgegeven.

## Inhoud van het lied
Het lied vangt aan met het aanbreken van de dag: "Het daghet in den oosten, het lichtet overal". Een meisje wacht op haar minnaar.
In de tweede strofe staat echter niet haar minnaar, maar een aanbidder voor de deur. Hij doet haar een aanzoek: hij wil haar "uiten lande" voeren. Het meisje weigert en wijst erop dat ze al een geliefde heeft, "met groter waerdicheit". De aanbidder meldt echter dat haar geliefde verslagen en dood onder de groene linde (de boom van de liefde) ligt.
Het meisje doet haar mantel (symbool van waardigheid en status) aan en vindt haar geliefde inderdaad dood. Zij verzoekt haar vader en de bij hem aanwezige heren haar te helpen om de dode te begraven en hem zo een eervolle en officiële begrafenis te geven, maar het verzoek wordt geweigerd. Zij begraaft hem daarop eigenhandig en treedt daarna in een klooster in.

## Cultuur-historische context
Er is discussie geweest over de interpretatie van dit lied, met name over de vraag waarom niemand van de heren het meisje wil helpen de dode te begraven.
Om deze vraag te beantwoorden, werd het lied door onderzoeker R. Lemaire uitgebreid in een cultuur-historische context geplaatst. Vanaf de 11e eeuw verandert de huwelijkspraktijk en het (erf)recht, en daarmee de rechtspositie van de vrouw. Macht en bezit kwamen steeds sterker in handen van de getrouwde, adellijke, oudere mannen. De verscheidenheid aan typen huwelijken (waaronder het naar een ander land trekken met een geliefde) werd niet langer erkend, maar vervangen door één wettelijk (en kerkelijk) huwelijk waarin de macht bij de man kwam te liggen. Ook het erfrecht verandert, waardoor de rechtspositie van vrouwen (en ook van ongetrouwde jonge mannen) in diezelfde periode verslechtert.
Op basis van het oude feodale systeem vraagt het meisje vanzelfsprekend om een eervolle begrafenis en erkenning van haar (erf)recht. Op basis van het nieuwe feodale systeem wil de heersende macht haar dat niet meer geven.